# Pedro Costa Pinto
Pedro de Mattos e Silva Neves da Costa Pinto, (n. Lourenço Marques, Moçambique, 15 de Outubro de 1972), é um artista plástico e museólogo português, residente na cidade do Porto.

## Biografia
Licenciado em Ciências-Históricas (Universidade Portucalense Infante D. Henrique) e pós-graduado em gestão de bens culturais (Universidade Católica Portuguesa), exerce a sua atividade na área da museologia como técnico de Artes decorativas na Câmara Municipal do Porto.
Responsável pelo projeto museológico do Museu do Vinho do Porto e seu primeiro coordenador , desenvolveu igualmente, por convite, a sua atividade na Câmara Municipal de Lisboa, inicialmente no Departamento da Cultura, dividindo-se entre a divisão de Galerias e Ateliers e a divisão de Museus e Palácios e posteriormente assessorando. o vereador com a tutela dos Jardins e Espaço Público, dinamizando-os com iniciativas de cariz cultural.
Após um ano na direção do departamento de turismo da autarquia de Lisboa, regressou em 2008 à Câmara Municipal do Porto, onde exerceu a coordenação da Casa-Museu Marta Ortigão Sampaio, museu de pintura naturalista portuguesa, Artes decorativas e joalharia, fruto do legado da sobrinha-neta do escritor Ramalho Ortigão.
A Julho de 2014 é nomeado Adjunto da Secretária de Estado Adjunta e da Defesa Nacional Berta Cabral ficando responsável pela coordenação do projecto de Turismo Militar. A sua ação valeu-lhe, por parte do Ministro da Defesa Nacional José Pedro Aguiar-Branco a concessão da Medalha da Defesa Nacional de 2ª Classe .
Autor d’“O Móvel de Assento Português do Século XVIII”  ou dos textos d’ “O Espírito do Porto” obra de aguarelas de Vasco d'Orey Bobone, prefaciada por Agustina Bessa-Luís ou Vasco Graça Moura e mais recentemente na obra editada pela autarquia do Porto “Museus Municipais do Porto – Recordação Ilustrada”. Colaborou igualmente em diversas obras de Artes decorativas ou Genealogia assim como na organização de dezenas de exposições nas temáticas mencionadas como de joalharia, design e Artes plásticas.
É investigador convidado do Grupo de Estudos de História da Vitivinicultura Duriense (GEHVID) da Faculdade de Letras da Universidade do Porto, membro de diversas associações culturais, como a Associação Portuguesa dos Historiadores da Arte (APHA) entre outras, tendo exercido o cargo de secretário do conselho diretor do Círculo Dr. José de Figueiredo, no Porto.

## A atividade artística

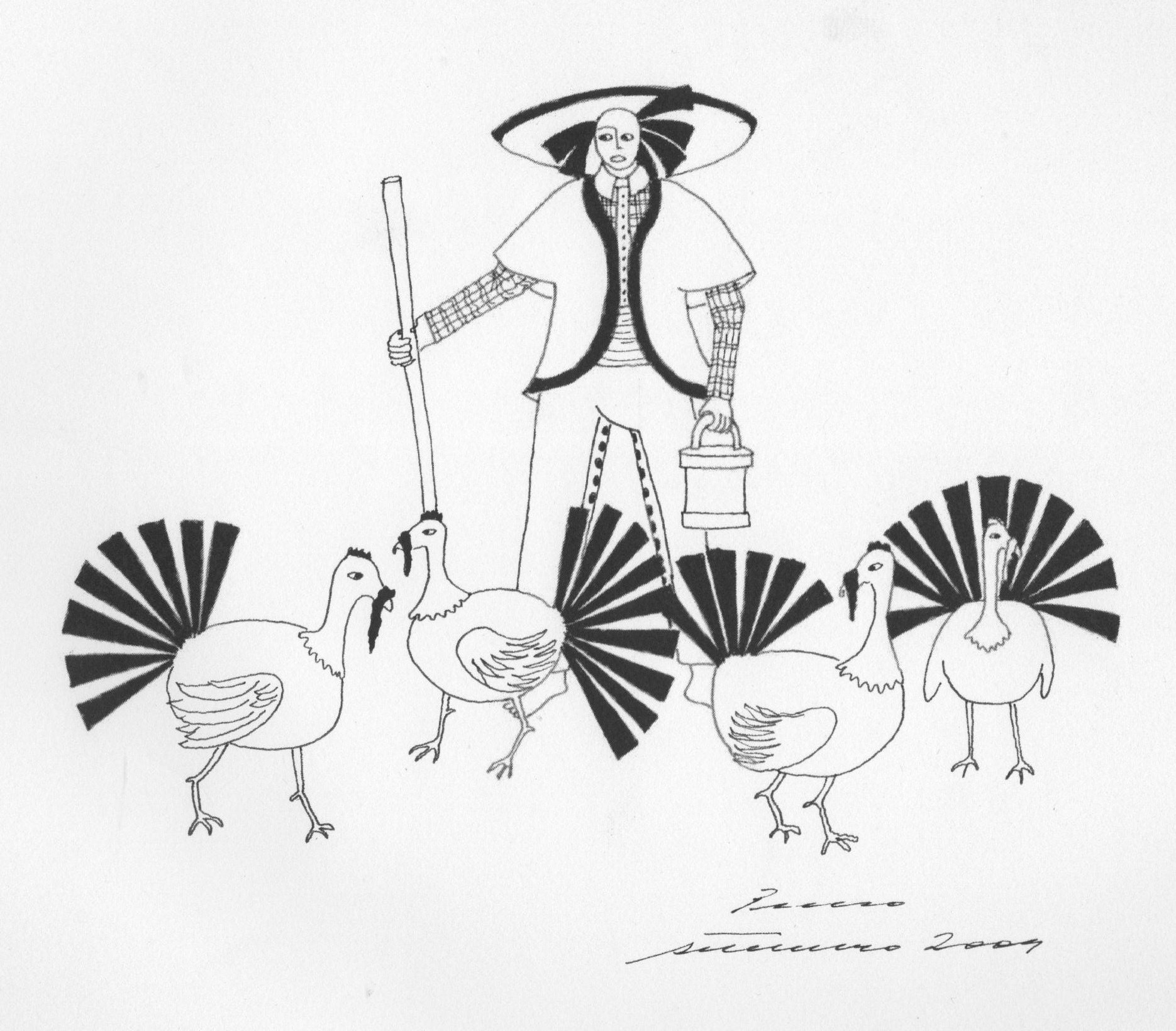
Desenho

Pertencente por via materna a uma família fortemente vocacionada para as artes, de quem “(...)herdou a sensibilidade artística (...)”  desenha contudo apenas como hobby e cuja crítica assinala-os com características originais e únicas. Estes desenhos valeram-lhe o primeiro lugar do concurso “Procuram-se Novos Talentos”, da 25ª edição do Mercado Mundo Mix, Lisboa 2011– evento multicultural que apresenta os novos criadores das mais diversas áreas artísticas.

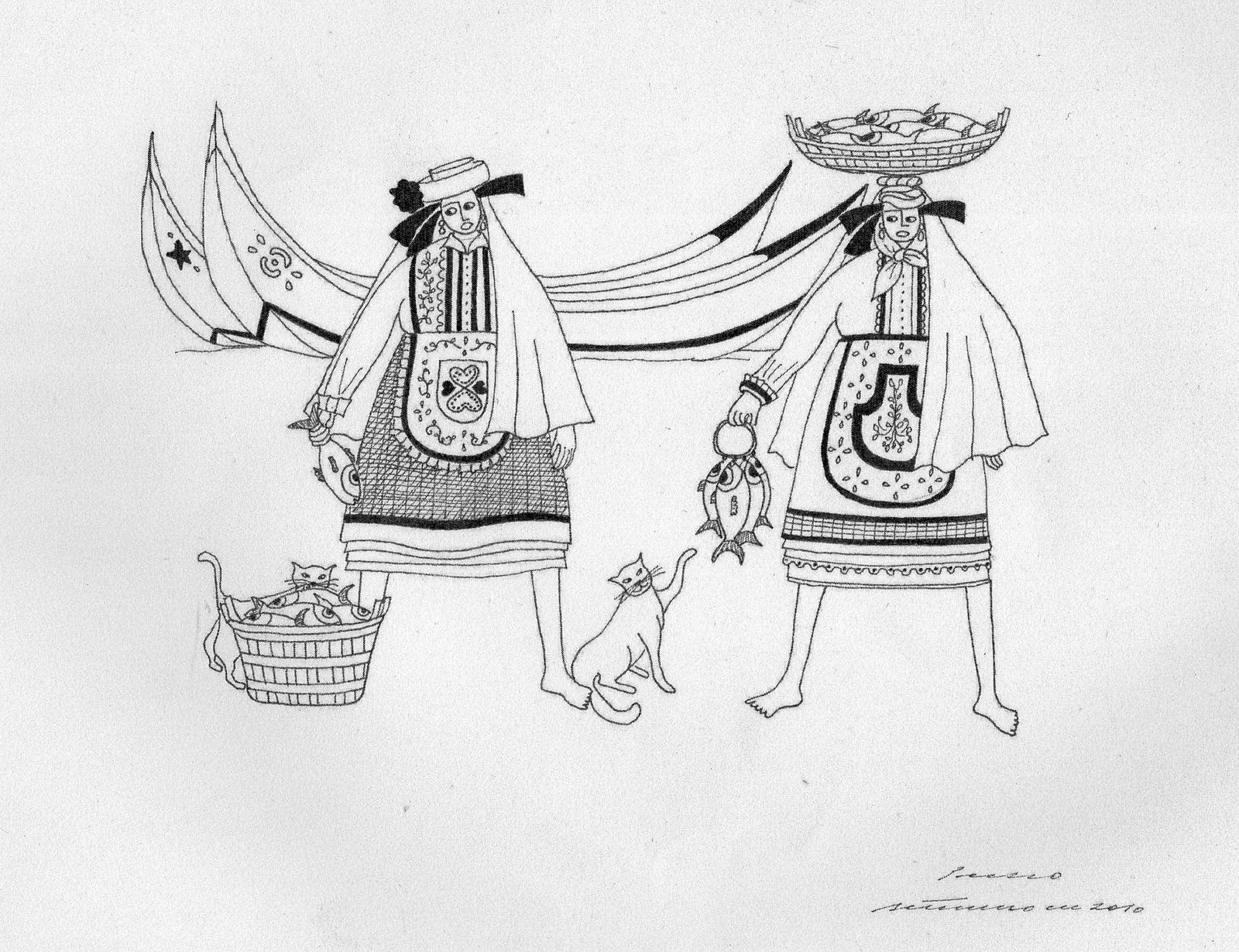
Desenho

Desenhos que refletem em traços rigorosos mas simultaneamente despretensiosos, também costumes e tradições, funcionando nalguns casos quase que como registos etnográficos bem-humorados. Neles são percetíveis memórias e vivências comuns, representando situações quotidianas, quase pitorescas, de um artista observador, atento e interessado, em que o espectador familiarizado se revê, como por exemplo nas cenas da vida rural, com animais ou os fumeiros de enchidos nas grandes cozinhas de aldeia, que transportam-nos para as referências nas quais não serão estranhas as férias e estadas do artista na Casa do Capitão-Mor, pertencente à família materna, em Vila de Rei, Beira Baixa.

## A família
Filho de Maria João de Mattos e Silva Neves da Costa Pinto e de Francisco Manuel Tooten da Costa Pinto, cresceu num ambiente propício ao natural desenvolvimento de uma sensibilidade artística pouco comum, convivendo desde cedo com tio Avós como a pianista Carlota Tinoco, discípula de Vianna da Motta e mãe de José Luís Tinoco, a bailarina Isabel Affônseca  discípula de Margarida de Abreu e sua primeira bailarina no Grupo de Bailado “Verde Gaio” ou do cenógrafo, artista plástico e diretor de cena do Teatro Nacional de São Carlos Abílio de Mattos e Silva  , artista cuja obra se encontra largamente representada no Museu Nacional do Teatro ou no Museu Etnográfico e Arqueológico Dr. Joaquim Manso, na Nazaré e que dá o nome ao Museu Municipal de Óbidos, vila onde existe igualmente a Casa-Museu Abílio de Mattos e Silva e Maria José Salavisa, reconhecida decoradora e arquiteta de interiores, sua mulher, "(...)duas personalidades incontornáveis na vida cultural de Óbidos(...)" . 
Neste ramo da avó materna, inclui-se o bisavô  Abílio da Fonseca de Mattos e Silva ,  “Oriundo de nobre família sardoalense, foi durante muitos anos, um dos mais diligentes orientadores da vida pública do Concelho, sendo várias vezes presidente da Câmara, Administrador do Concelho, Provedor da Santa Casa da Misericórdia, sem qualquer interesse material, pondo sempre, acima de tudo, os interesses do concelho.” e que era proprietário de um teatro, que cedia gratuitamente a todos os artistas e companhias teatrais que quisessem atuar na província. Fundador da filarmónica do Sardoal, custeando instrumentos e fardas, a ele se deve, entre muitas outras ações de valorização e defesa da cultura, a construção do Teatro Gil Vicente. Exímio dançarino de fandango e compositor, habitualmente abria as portas do salão da sua Casa Grande (Sardoal) para saraus e actividades culturais de beneficência.
Não serão igualmente estranhas as influências recebidas do lado paterno, com o bisavô Joaquim da Costa Pinto , natural da Figueira da Foz, músico e mecenas de companhias de teatro, onde pontual e amadoramente atuava, convivendo com artistas da época ou ainda o pintor Cândido Costa Pinto, fundador em 1931 do Grupo dos Divergentes e um dos principais impulsionadores do Grupo Surrealista de Lisboa, em 1947.

## A crítica
Laura Castro, crítica da Arte, doutorada em Arte Contemporânea, professora na Escola das Artes da Universidade Católica Portuguesa, refere que "Há nestes desenhos, para lá do nome formal que os autentica e identifica, uma outra assinatura que não passa despercebida, tal é a sua exuberância vertical. Refiro-me aos cabelos, pois então, a esse sinal cómico e recorrente, a esse elemento absurdo que invade a cena.", nos desenhos "podem inventar-se histórias para estas figuras quadrangulares que circulam entre desenhos, pulam de um para o outro, travestidas e devidamente recompostas na sua indumentária e atributos, entre intimidades e cerimónias." são desenhos que "(...) Não são naifs nem virtuosos, não são ingénuos nem elaborados, não são inventados nem aprendidos, são os desenhos do Pedro Costa Pinto: exercício gráfico de recursos simples e até austeros, de sentido marcadamente decorativo e de intenção bem-humorada. Neles se percebe o prazer de contornar e depois preencher com minúcia, a satisfação de encher o centro da folha e dispersar lateralmente um e outro elemento, o gosto em requintar certo padrão ou em exagerar determinado motivo." referindo que lembram as "cenas de costume" em que "Os desenhos do Pedro lembram essa tradição no pormenor descritivo com que apresentam os interiores domésticos, as cozinhas de aldeia, as salas elegantes, o ambiente do antiquário ou a atmosfera da casa da avó; e os exteriores, desde a rua e à casa rés ao chão, até ao mercado, à caça e à procissão. Até os presépios se aconchegam a esse meio doméstico. Trajes e adereços, móveis e elementos arquitetónicos q.b. constroem o enquadramento suficiente. "
Enquanto que Joaquim Pinto Vieira, professor catedrático de desenho no curso de arquitetura da Universidade do Porto, refere-se aos desenhos dizendo: "(...)quero conhecer os desenhos do Costa Pinto (...) passar do encantamento da primeira observação, do deleite, para uma observação cuidada. Os desenhos de CP são, para mim, da mesma área galática dos lenços do coração, dos bonecos de Estremoz, etc..Têm muitos dos atributos da arte popular e da artesania. É comum dizer-se que os artesão sabem sempre como e o que vão fazer e os artistas nunca o sabem. Senti logo que estava perante o “desenho ingénuo”. Claro que quando falamos da obra de alguém não falamos dele, contra o que muitos julgam. É uma relação muito perigosa e falsa. Ingénuo, do latim ingenuu, queria dizer, nascido de pais livres. É adjetivo sinónimo de singelo, natural, simples, sem malícia; substantivamente quer dizer candura extrema, credulidade excessiva. Não me parece que estes sinónimos seja depreciativos e acho mesmo que são muito qualificativos de quem os pode merecer. E não haverá muitos! (...)" em relação à exposição individual Quotidianosocorrida na Galeria do Palácio, nos Jardins do Palácio de Cristal, no Porto, entre setembro e novembro de 2012, diz o mesmo catedrático que "(...)A obra exposta de CP não será toda a que realizou e sabemos que a realiza desde a juventude mais nova. Há constantes e há novidades no processo. O que é típico do desenho ingénuo é apresentar uma grande constância dos elementos formais, técnicos, plásticos e compositivos. Sabe-se sempre o que se vai fazer e como (...)O instrumento ou o tipo, a técnica (desenho a lápis inicial e passagem a tinta preta) são mantidos. O elemento plástico, linha, é seguro e frágil o que é típico do desenho ingénuo, e daí colhe um atrativo expressivo típico. Noutro plano, a representação das figuras humanas é sempre frontal. Os animais e objetos são mostrados de faces diversas. Em todos os casos são retratos. Isto é as figuras estão paradas, como nas foto do a-la-minute . Há uma suspensão da ação. Nos primeiros desenhos os seres e objetos estão relacionados por afinidade num espaço indefinido que a certa altura começa a ser limitado por macro objetos e mais tarde por paredes, utilizando arremedos perspéticos. As tipologias para as representações anatómicas são, como é inevitável, esquematizantes, isto é, são reduzidas ao mais elementar, neutro e repetitivo conjunto de atributos formais. O nariz-sobrancelha é sempre um Z; os olhos são sempre os mesmos, como os pés e mãos; os cabelos sendo sempre diferentes são surpreendentemente os mesmos e com uma presença formal muito rude e impressiva e insólita. Por outro lado a dedicada atenção ao tratamento com padrões diversos abstratos geométricos ou orgânicos e florais conferem às imagens uma animação plástica muito atraente. É na composição cada vez mais complexa que se mostra o caminho da evolução, o que é “menos ingénuo”. Nas relações cheio/vazio, ritmos, relação superfície padronizada ou livre, etc começa um nova complexidade. E tudo isto é coerente e está presente na tipologia do desenho ingénuo. Mas podemos verificar aquilo que se pode designar como uma linha de aperfeiçoamento e de complexidade. A introdução de espaços interiores em que a representação perspética permite a inclusão de objetos e de situações cénicas que sendo mais “realistas” conferem mais complexidade significante e alargará o corpo do conteúdo. Quer dizer, é feito aquilo que a auto-competência, mais sentida do que consciente, exige e permite para o bom êxito da ação.".
Encontra-se representado em Portugal, Brasil, Espanha, EUA, Perú e Reino Unido.

## Obras
- Espírito do Porto - Spirit Of Oporto; Edição Global Notícias (2004), ISBN 9895541694
- O Móvel de Assento Português do século XVIII; Edição Mediatexto (2005), ISBN 9727971032

## Algumas das referências à sua colaboração
- Sousa, Gonçalo de Vasconcelos e; Índices das Cartas de Brasão de Armas do "Archivo Heraldico-Genealogico" do Visconde de Sanches de Baêna. Porto: Livraria Esquina (1993);
- Sousa, Gonçalo de Vasconcelos e; A Joalharia no Porto nos finais do Século XVIII: Aspectos socioartisticos. Porto [s.n.], Faculdade de Letras da Universidade do Porto (1996);
- Sousa, Gonçalo de Vasconcelos e; Costados.Porto:Livraria Esquina (1997);
- Sousa, Gonçalo de Vasconcelos e; Pratas Portuguesas em Colecções Particulares: Séc. XV ao Séc. XX. Porto: Livraria Civilização Editora (1998);
- Sousa, Gonçalo de Vasconcelos e; A Joalharia em Portugal. Porto: Livraria Civilização Editora, (1999);
- Vários autores; [+ de] 20 Grupos e Episódios Estéticos no Porto do Séc. XX, vol. I e II.Galeria do Palácio, Porto: Edição Câmara Municipal do Porto (2001);
- Vários autores; Abílio. Óbidos: Óbidos Patrimonium, E.M., Município de Óbidos (2006);
- Vários autores; Museus da Câmara Municipal do Porto. Recordação Ilustrada das Coleções - The City of Porto Council - Illustrated souvenir ofthe museums collections.Edição Câmara Municipal do Porto (2012),